# 清水貞光
清水 貞光（しみず さだみつ、1944年1月28日 - 2024年9月29日）は、日本の実業家、馬主。
建築設計および建設を手がける株式会社清水工務店の代表取締役。2015年の菊花賞などGI競走7勝を挙げたキタサンブラックの管理調教師である清水久詞の父としても知られる。

## 馬主活動

清水の勝負服

日本中央競馬会（JRA）に登録していた馬主として知られる。勝負服の柄は白、青袖赤二本輪、赤鋸歯形、冠名は本業で使用される軽石（「軽」い「石（Stone）」）より「カルストン」を用いた。
学生時代から競馬場に通っており、その後「自分で馬を持ったらもっと面白いんだろうな」と思ったことから30歳で馬主資格を取得した。栗東市内に育成牧場のウエストファームを所有し、自身の所有馬の馴致を行っているほか、息子の久詞も高校卒業後に勤務していた。

### 来歴
- 1974年 - 馬主資格取得[1]。
- 1983年 - カルストンテスコが阪神牝馬特別を制し、重賞競走初制覇。
- 2004年 - カルストンライトオがスプリンターズステークスを制し、GI競走初制覇[1]。
- 2024年 - 死去[2]。

## 主な所有馬

### GI級競走優勝馬
- カルストンライトオ（2002年アイビスサマーダッシュ、2004年アイビスサマーダッシュ、スプリンターズステークス）

### 重賞競走優勝馬
- カルストンテスコ（1983年阪神牝馬特別）
- カルストンダンサー（1984年京都牝馬特別）
- カルストンイーデン（1985年京都大障害、1986年小倉障害ステークス、1988年阪神障害ステークス・春、中山大障害・秋2着）
- カルストンファスト（1987年京都大障害）

### その他の所有馬
- カルストンパーシア（1992年阪神障害ステークス・秋3着）